# Aston Villa Football Club
O Aston Villa Football Club, mais conhecido como Aston Villa, e por vezes chamado de Villa, é um clube de futebol profissional inglês sediado na cidade de Birmingham. Fundado em 1874 por membros de um time de críquete, manda seus jogos em seu estádio, o Villa Park, desde 1897. Foi um dos fundadores da primeira liga de futebol do mundo, a Football League em 1888, e também um dos membros fundadores da Premier League em 1992, sendo um dos mais antigos e bem sucedidos clubes da história do futebol inglês. 
É o segundo clube com maior número de participações na primeira divisão de seu país e é o sétimo com maior número total de grandes títulos ganhos por um clube da Inglaterra, tendo conquistado a primeira divisão por sete vezes, a FA Cup também sete vezes, além de cinco edições da Copa da Liga Inglesa e uma da Supercopa da Inglaterra. Internacionalmente, o Aston Villa foi campeão europeu ao vencer a Taça dos Campeões Europeus 1981–82, além da Supercopa Europeia de 1982 e a Intertoto de 2001.
Possui uma longa rivalidade esportiva com o Birmingham City, da mesma cidade, e o clássico entre as equipes acontece desde 1879, confronto que carrega o nome de Second City Derby. O uniforme tradicional reúne na camisa as cores vinho e azul celeste. Seu escudo é representado por um leão dourado em um fundo azul claro, tendo sido modernizado em 2016.

## História

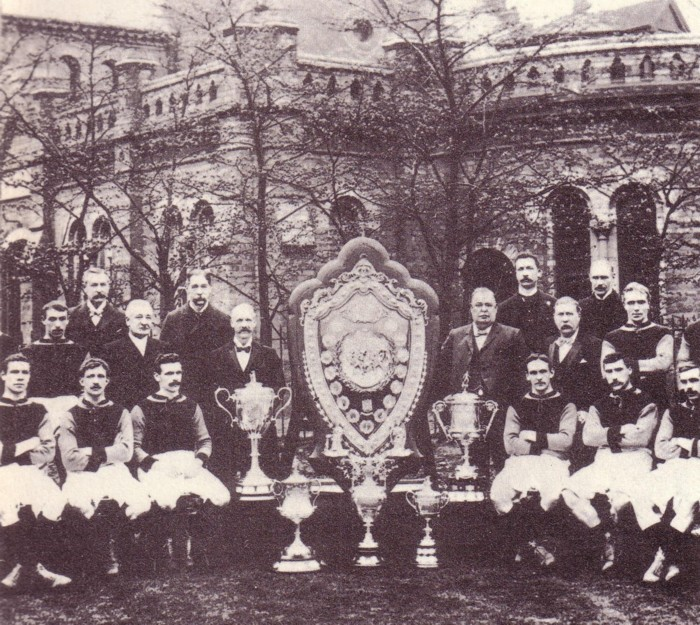
Time do Aston Villa em 1899, campeão inglês pela quarta vez.

### Formação e ascensão (1874–1886)
O Aston Villa Football Club foi fundado em 1874 por membros do  time de críquete Villa Cross Wesleyan Chapel, que estavam à procura de algo para mantê-los ocupados durante o inverno. Os quatro fundadores foram Jack Hughes, Frederick Matthews, Walter Price e Willian Scattergood. O primeiro jogo do Aston Villa foi contra a equipe local de rugby Aston Brook St Mary. Como condição da partida, o time do Villa teve que concordar em jogar o primeiro tempo com regras do rugby e o segundo com regras de futebol. O jogo terminou empatado sem gols no primeiro tempo, mas Jack Hughes marcou um gol no segundo, garantindo a vitória do Villa em seu primeiro jogo. Depois de se mover para o Wellington Road em 1876, se estabeleceram como uma das melhores equipes de Midlands e em 1880 conquistou seu primeiro título, a Birmingham Senior Cup, tendo o escocês George Ramsay como capitão.
Em 1884, o antigo capitão George Ramsey se torna secretário do clube. Esta função, na época, desempenhava atividades hoje realizadas pelos managers, como ser responsável pela equipe, assim como pelo recrutamento e transferências de jogadores. Na temporada 1885–86, o clube conquistou sua primeira Copa da Inglaterra, tendo como capitão Archie Hunter, que se tornou um dos maiores ídolos do clube. O Villa derrotou o rival West Bromwich por 2 a 0, na final realizada no The Oval. Até 1885, o futebol era amador. Ele se tornou profissional em 1885, quando a FA legalizou o futebol profissional, mas com um teto salarial nacional. No entanto, o diretor escocês do Aston Villa, William McGregor, estava frustrado por ver jogos do seu time serem cancelados e as partidas terem pouco público. Ele viu que, para as pessoas terem interesse no esporte, as equipes de ponta precisariam jogar entre si em um campeonato, assim como os times americanos de beisebol faziam. McGregor escreveu para os principais clubes da Inglaterra propondo a formação de uma liga.

### Era de ouro vitoriana e eduardiana (1886–1914)

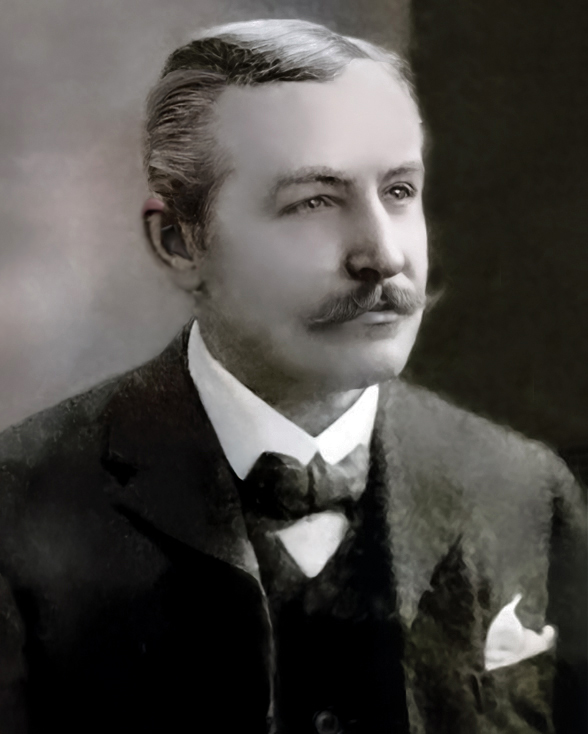
A conquista de seis First Divisions Football League e seis FA Cups de George Ramsay estabeleceu o Aston Villa como o clube mais bem sucedido de Inglaterra. Ele foi descrito como o primeiro gerente de futebol pago do mundo.

Como resultado, a Football League foi fundada em 1888 tendo o Aston Villa como um dos doze clubes fundadores e o seu primeiro jogo na competição foi contra o Wolverhampton Wanderers, confronto que acabou empatado por 1 a 1. O clube terminou como vice campeão inglês ao final da primeira temporada. Não demorou muito para o Villa levantar seu primeiro troféu da Liga, e isso foi conseguido em 1894. O clube se tornou o mais bem sucedido da era vitoriana, ganhando mais quatro títulos de campeão da liga (1895–96, 1896–97, 1898–99 e 1899–1900) e mais duas FA Cups (1894–95 e 1896–97). Em 1897, ano em que o Villa ganhou a dobradinha, se mudaram para sua atual casa, o Aston Lower Grounds, mais conhecido como Villa Park.

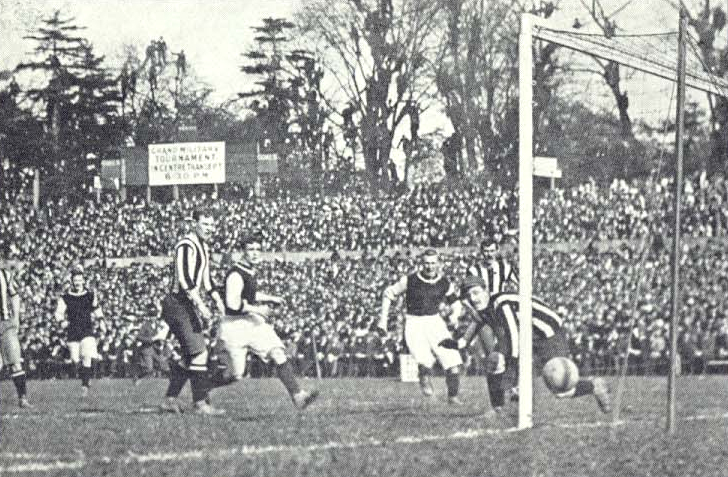
Harry Hampton marcou um dos dois gols do Aston na final da FA Cup de 1905

O Aston Villa começou o século XX como campeão, mas a diferença que os distinguia de seus concorrentes foi diminuindo. O futebol na Inglaterra foi se tornando mais competitivo, com mais equipes sendo formadas. O Aston Villa conquistou a copa inglesa de 1904–05, enquanto que na temporada de 1909–10 foi campeão inglês após onze anos, nela tendo goleado o Manchester United por 7 a 1. Na temporada seguinte, o Villa terminou em sexto, mas em 1912–13, conquistou a FA Cup.

### Declínio relativo e primeiro rebaixamento (1920–1939)
Em janeiro de 1920, Billy Walker marcou dois gols em sua estreia no Villa na vitória por 2 a 1 sobre o QPR na primeira rodada da FA Cup; o clube venceu a FA Cup pela sexta vez naquela temporada e Walker se estabeleceu como o principal jogador do Villa na década de 1920, marcando um recorde de 244 gols em 531 partidas, sendo capitão do Villa e da Seleção Inglaterra. George Ramsay se aposentou em 1926, aos 71 anos de idade, e seu substituto, Billy Smith, não conseguiu dar continuidade ao sucesso de Ramsay. Na realidade, vários outros clubes de futebol haviam alcançado o Aston Villa, principalmente o Arsenal, do qual o clube foi vice-campeão da liga em 1930–31 e 1932–33. Apesar de não ter conquistado o título da liga, o público do Villa Park se divertiu com o futebol ofensivo. Os 128 gols marcados em 1930–31 continuam sendo o recorde histórico da primeira divisão até hoje. O centroavante Tom "Pongo" Waring marcou 49 dos gols da liga naquela temporada, e o ponta Eric Houghton marcou outros 30 gols.

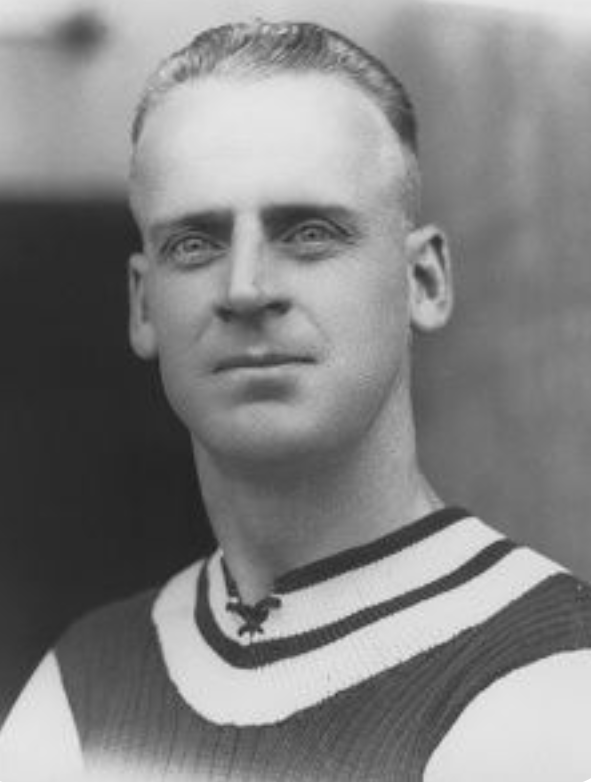
Billy Walker marcou 244 gols em 531 jogos pelo Villa entre 1920 e 1934. Ele é o maior artilheiro de todos os tempos do Aston Villa.

O clube nomeou Jimmy McMullan como técnico em 1934, mas a mudança foi desastrosa, resultando no primeiro rebaixamento do Villa em 1935–36, após 48 anos na primeira divisão. O Villa enfrentou dificuldades em grande parte da temporada devido a um péssimo histórico defensivo: sofreu 110 gols em 42 jogos, sete deles marcados por Ted Drake, do Arsenal, em uma desastrosa derrota por 1 a 7 no Villa Park. O clube fez sete contratações e gastou uma quantia impressionante para a temporada de 35 500 libras esterlinas para tentar manter o status de primeira divisão a todo custo, mas não conseguiu comprar a saída do problema. O Aston Villa, na temporada um dos clubes mais famosos e bem-sucedidos do futebol mundial, foi rebaixado em 1936 pela primeira vez em sua história.
Após o rebaixamento para a Second Division, a diretoria do Villa trouxe de volta o antigo presidente do clube, Fred Rinder, que disse em seu retorno: "O Villa foi um grande clube, ainda é um grande clube e sempre será um grande clube". Ele criticou veementemente a diretoria por sua "negligência quase total em relação ao time reserva, em vez de depender do pagamento de grandes quantias por jogadores prontos". Ele acreditava que essa mudança na política de exploração e desenvolvimento de jovens talentos locais levou a um declínio na cultura e no estilo de jogo do clube, o que, juntamente com a tolerância à indisciplina dos jogadores, levou ao rebaixamento do Villa. A primeira ação de Rinder foi viajar para a Áustria para contratar o técnico progressista Jimmy Hogan como treinador. Em duas temporadas, Hogan levou o Villa de volta à primeira divisão como campeão da Second Division, jogando um futebol atraente e fluido. Hogan descreveu sua filosofia: "Ele costumava dizer a seus jogadores que "o futebol era como uma valsa vienense, uma rapsódia: um-dois-três, um-dois-três, passe-movimento-passe, passe-movimento-passe". Infelizmente, a Segunda Guerra Mundial pôs fim ao projeto de Hogan de recolocar o Aston Villa no topo do futebol inglês.

### Mediocridade e descontentamento (1945–1961)
Como todos os clubes ingleses, o Villa perdeu sete temporadas por causa da Segunda Guerra Mundial, e esse conflito levou várias carreiras a um fim prematuro. Multidões lotaram o Villa Park após a guerra, 76.588 pessoas compareceram às quartas de final da FA Cup entre o Villa e o Derby County em março de 1946, que é o recorde histórico de público no Villa Park. A equipe foi reconstruída sob a orientação do ex-jogador Alex Massie durante o restante da década de 1940. Os principais jogadores dessa temporada incluíam Harry Parkes, o atacante galês Trevor Ford e o atacante Johnny Dixon, mas o clube só conseguiu terminar no meio da tabela durante as décadas de 40 e 50, nunca ultrapassando o sexto lugar na liga. A diretoria foi alvo de críticas crescentes durante esse período, sendo que a AGM de 1953 foi descrita pelo Sports Argus como "a reunião mais longa e animada do Villa". Os acionistas e torcedores criticaram a falta de desenvolvimento de jovens, recrutamento e métodos de treinamento do clube. Quando Danny Blanchflower fez um pedido de transferência em 1954, ele disse que "o clube havia engordado e ficado preguiçoso com suas velhas tradições e a decadência estava corroendo as bases antes sólidas".
Apesar de ter evitado por pouco o rebaixamento na temporada anterior, o primeiro troféu do Aston Villa em 37 anos veio na temporada 1956–57, quando outro ex-jogador do Villa, Eric Houghton, levou o clube à sétima vitória recorde na final da FA Cup, derrotando os "Busby Babes" do Manchester United por 2 a 1, com o ala norte-irlandês Peter McParland marcando os dois gols.  No entanto, o time continuou lutando pela consistência no campeonato, o que levou Eric Houghton sendo demitido em dezembro de 1958. Seu substituto, Joe Mercer, não conseguiu evitar que o clube fosse rebaixado pela segunda vez em sua história em 1958–59. No entanto, sob a direção de Mercer, o Villa retornou à primeira divisão em 1960 como campeão da segunda divisão com um time jovem e talentoso que ficou conhecido como "Mercer's Minors". Na temporada seguinte, o Aston Villa se tornou o primeiro time a vencer a Copa da Liga, com o centroavante inglês Gerry Hitchens marcando impressionantes 42 gols em 1960–61.

### Mal-estar profundo e renascimento (1961-1974)
Os gols de Hitchens chamaram a atenção do clube italiano Inter de Milão, que lhe ofereceu um grande incentivo financeiro para assinar contrato. Ele foi vendido por  85 000 libras no verão de 1961, e seu substituto, Derek Dougan, não foi bem-sucedido e o Villa retrocedeu. A aposentadoria forçada de Mercer do clube em julho de 1964, após um derrame induzido por estresse, sinalizou um período de profunda turbulência e mal-estar. O clube mais bem-sucedido da Inglaterra não havia conseguido acompanhar as mudanças do futebol moderno; três dos cinco membros da diretoria tinham mais de setenta anos, o clube havia negligenciado sua rede de olheiros e sua estrutura de treinamento, e as finanças do clube estavam em um estado lastimável. Isso levou o clube a vender seu principal atacante, Tony Hateley, para o Chelsea por cem mil libras em outubro de 1966. Sem seus gols, o Villa foi rebaixado pela terceira vez em sua história, sob o comando do técnico Dick Taylor, em 1967. A diretoria chegou a vender o campo de treinamento do clube, fora do Villa Park, para construção de moradias, deixando o time na posição de treinar em campos de treinamento emprestados de equipes de fábricas locais.
Na temporada seguinte, os torcedores pediram a renúncia da diretoria, pois o Villa terminou em 16º lugar na segunda divisão. Com dívidas crescentes e o Villa na lanterna da Second Division, a diretoria demitiu Tommy Cummings (o técnico contratado para substituir Taylor) e, em poucas semanas, toda a diretoria pediu demissão sob pressão esmagadora dos torcedores. Depois de muita especulação, o controle do clube foi comprado pelo financista londrino Pat Matthews, que trouxe Doug Ellis como presidente em dezembro de 1968. Mais tarde, Ellis relembrou que "você podia escrever seu nome na poeira, os caixilhos das janelas estavam apodrecendo, o cheiro de fracasso e de ruína financeira iminente pairava no ar"; uma de suas primeiras ações foi levantar  205 835 libras em uma emissão de ações que liquidou as dívidas do clube. A primeira indicação de Doug Ellis para a gerência foi o franco gerente escocês Tommy Docherty, que, após o sucesso inicial, foi demitido depois de 13 meses no comando do clube, que estava na segunda divisão. Seu substituto foi o ex-capitão do clube e gerente do time reserva Vic Crowe, que não conseguiu evitar que o Villa fosse rebaixado para a Third Division pela primeira vez em sua história no final da temporada 1969–70.
Na temporada seguinte, o Villa surpreendeu a todos ao derrotar o Manchester United na semifinal de dois jogos para chegar à final da Copa da Liga de 1971, na qual o time jogou bem, mas foi derrotado por dois gols do Tottenham Hotspur no final. Houve um renovado senso de otimismo no Villa Park, pois o clube foi promovido à Segunda Divisão como campeão, com média de público de 30.000 pessoas e um recorde de 70 pontos na temporada de 1971–72. Fora dos gramados, a diretoria comprou o novo campo de treinamento Bodymoor Heath Training Ground, de 20 acres, em dezembro de 1971, com o objetivo de melhorar as instalações de treinamento e desenvolvimento de jovens do clube.

### De volta à elite (1974–1992)
Depois de terminar em 14º lugar na Segunda Divisão, Crowe foi substituído em agosto de 1974 por Ron Saunders. Ele era um fanático por preparação física, cujo estilo de gestão sem rodeios provou ser eficaz, com o clube vencendo a Copa da Liga na temporada seguinte e, ao final da temporada 1974–75, ele levou o Aston Villa de volta à First Divion e às competições continentais. Um jogador que havia sido um dos pilares do time do Villa durante toda a montanha-russa de rebaixamentos e subsequente renascimento foi o favorito dos torcedores, Charlie Aitken, que fez 659 jogos como lateral esquerdo do clube entre 1959 e 1976, tornando-se o recordista de jogos do Villa em todos os tempos.
O Aston Villa estava de volta à elite enquanto Saunders continuava formando uma equipe vencedora, terminando em 4º lugar na liga e ganhando mais uma Copa da Liga em 1976–77, com a formidável parceria de ataque de Brian Little e Andy Gray, que se tornou o primeiro jogador a ganhar o prêmio de Jogador Jovem do Ano da PFA e o de Futebolista do Ano da PFA na mesma temporada.
A década de 1970 foi uma era de agitação na diretoria do Villa Park. Ron Saunders tinha um relacionamento tenso com Doug Ellis, ressentido com a interferência percebida de Doug em assuntos relacionados ao futebol. Com o passar do tempo, Ellis se tornou uma figura isolada na diretoria, já que os outros diretores estavam do lado de Saunders. Ele foi destituído do cargo de presidente em 1975 para dar lugar a Sir William Dugdale. Ele permaneceu na diretoria até 1979, quando deixou o clube após uma prolongada disputa de poder com o acionista majoritário Ron Bendall. Com a saída de Ellis, Saunders tornou-se o gerente mais poderoso do clube.

O Villa conquistou o sétimo título da primeira divisão em 1980–81, com jogadores como Gordon Cowans, Tony Morley e o capitão Dennis Mortimer levando o clube ao primeiro título da primeira divisão em 71 anos. É notável que eles tenham feito isso usando apenas 14 jogadores, sendo sete deles sempre presentes. Gary Shaw, atacante do Villa nascido em Birmingham, foi eleito o Jogador Jovem do Ano da PFA em 1980–1981.

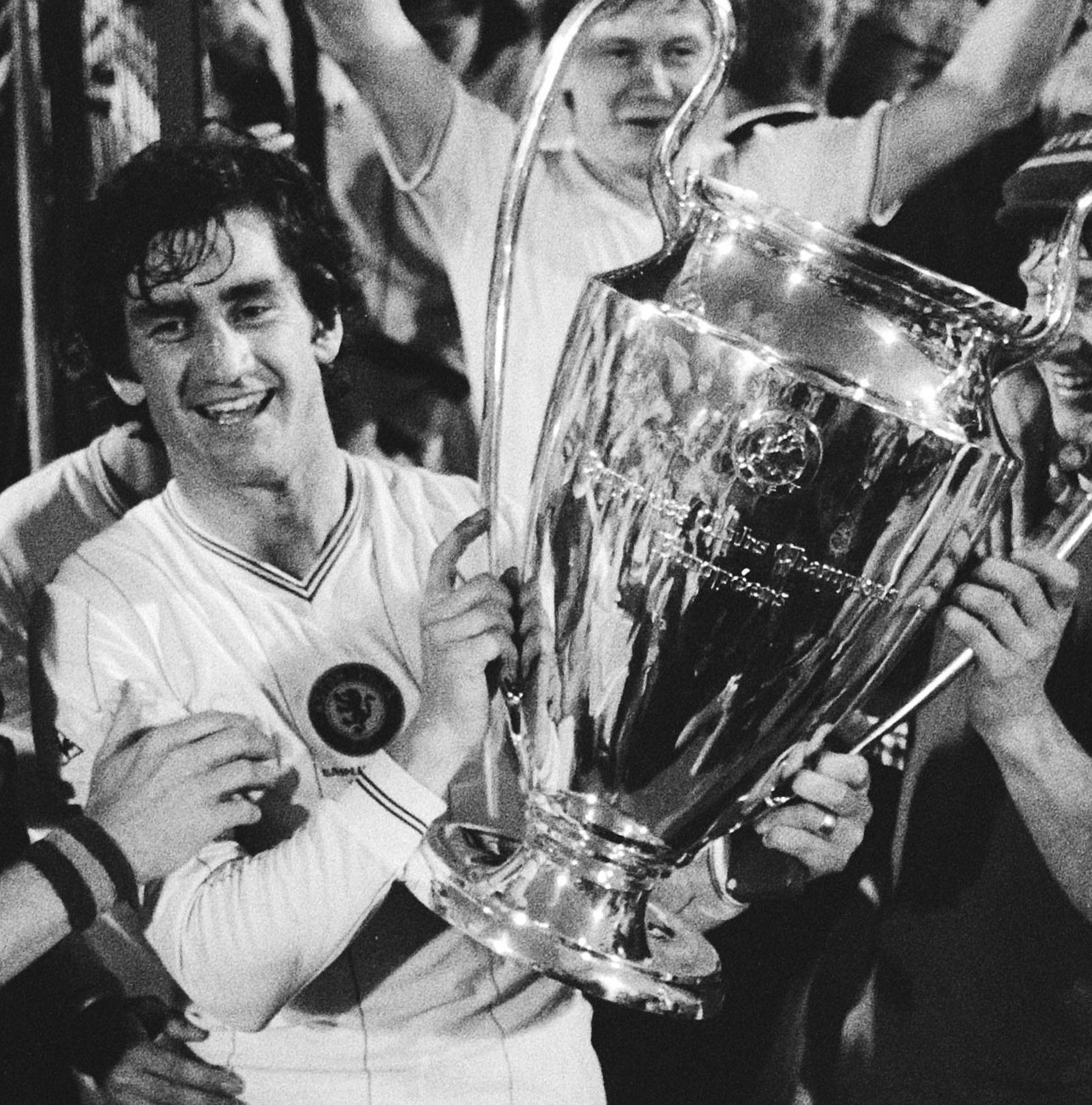
Dennis Mortimer, capitão do Aston Villa, levantou a Taça dos Campeões Europeus em 1982.

Para surpresa dos comentaristas e dos torcedores, Ron Saunders pediu demissão na metade da temporada de 1981–82, com o Villa nas quartas de final da Taça dos Clubes Campeões Europeus. Saunders havia expressado sua exasperação com a diretoria pela falta de fundos disponíveis para reforçar a equipe e se desentendeu com o presidente Ron Bendall sobre os termos de seu contrato. Ele foi substituído por seu assistente técnico de fala mansa, Tony Barton, que conduziu o clube a uma vitória por 1 a 0 sobre o Bayern de Munique na final da Taça dos Clubes Campeões Europeus em Roterdã, graças a um gol de Peter Withe aos 67 minutos do segundo tempo. Dez minutos antes do início da final, o goleiro titular do Villa, Jimmy Rimmer, se machucou e o jovem goleiro substituto Nigel Spink foi chamado para entrar em ação, tendo feito apenas uma partida anterior no time principal. Spink teve um desempenho excelente, mantendo o clean sheet e ajudando o Villa a se tornar apenas o quarto clube inglês a levantar a Taça dos Clubes Campeões Europeus.

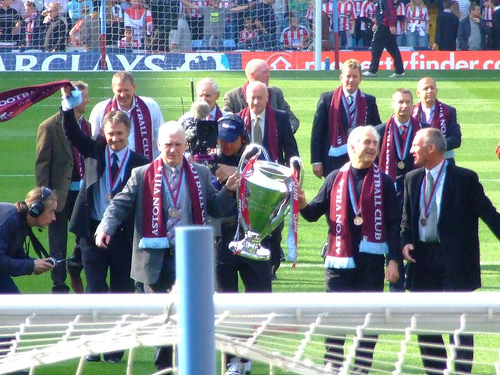
Jogadores que conquistaram a Liga dos Campeões de 1982 no 25º aniversário da conquista.

Na temporada seguinte, a defesa da Taça dos Clubes Campeões Europeus terminou com uma derrota nas quartas de final para a Juventus, mas Villa venceu a Supercopa Europeia, derrotando o Barcelona por 3 a 1 no placar agregado. No entanto, isso marcou o auge e a sorte do Villa diminuiu drasticamente durante a maior parte da década de 1980. Doug Ellis retornou como presidente e acionista majoritário em novembro de 1982. O clube estava sobrecarregado com dívidas significativas e a polícia havia levantado questões sobre atividades financeiras fraudulentas relacionadas à construção da North Stand do Villa Park entre 1980 e 1982. O custo da obra foi de 1,3 milhão de libras. Uma investigação interna constatou que setecentos mil libras do valor de 1,3 milhão não foram contabilizadas. Um relatório posterior dos contadores da Deloitte constatou que houve "sérias violações dos códigos de prática recomendados e má supervisão do local". Ellis imediatamente começou a tentar reduzir as despesas gerais do clube. Ele informou aos jogadores que eles precisavam aceitar cortes salariais e disse ao técnico Tony Barton que era necessário reduzir a equipe de jogadores. A equipe de Saunders foi desmembrada e não foi substituída adequadamente, o que culminou com o rebaixamento do clube em 1987, apenas cinco anos após o Villa ter sido coroado campeão europeu.
No entanto, o Villa se recuperou rapidamente, conseguindo a promoção no ano seguinte sob o comando de Graham Taylor e o vice-campeonato na First Division na temporada 1989–90, com um bom time que incluía Paul McGrath, Tony Daley e David Platt. Após esse sucesso, Graham Taylor aceitou a oferta para assumir o cargo de técnico da Inglaterra em 1990.

### 24 anos na Premier League (1992–2016)
O Villa foi um dos membros fundadores da Premier League em 1992, um dos três clubes fundadores da Football League em 1888 e da Premier League, juntamente com o Blackburn Rovers e o Everton. O Villa foi vice-campeão do Manchester United na temporada inaugural sob o comando do carismático técnico Ron Atkinson. Sua equipe levantou a Copa da Liga de 1993–94, vencendo o Manchester United por 3 a 1 na final, com gols de Dalian Atkinson e Dean Saunders, mas o time teve dificuldades para manter a forma na liga e Atkinson foi substituído pelo ex-atacante do Villa, Brian Little, em novembro de 1994. Little montou um time jovem que incluía jogadores como Gareth Southgate, Steve Staunton, Ian Taylor e Dwight Yorke, levando o clube ao quinto título da Copa da Liga em 1995–96 vencendo o Leeds United por 3 a 0 em Wembley. O Villa terminou em quarto lugar na liga naquela temporada, e em quinto na temporada seguinte.

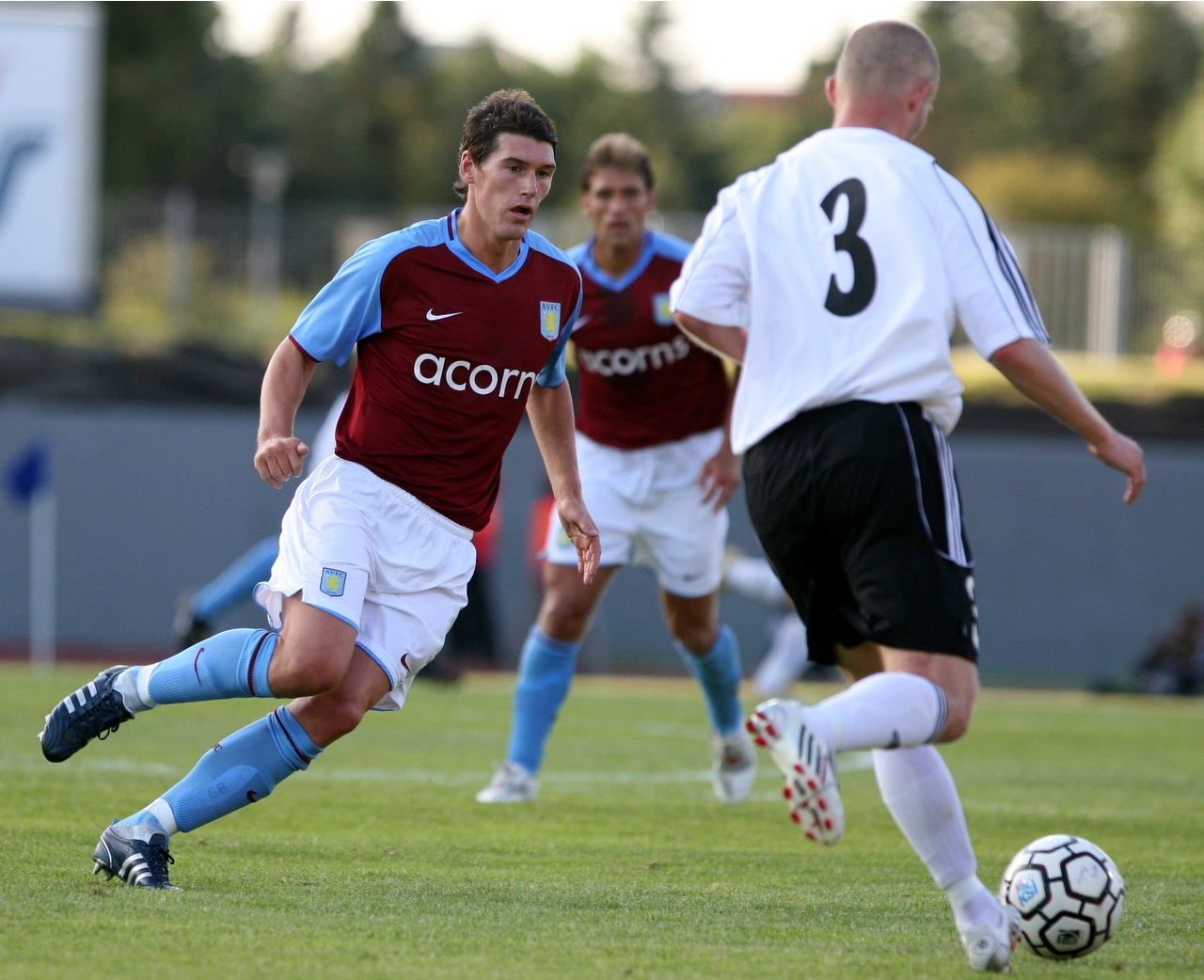
Gareth Barry é o recordista de aparições do Villa na Premier League.

Após uma queda de rendimento, Doug Ellis demitiu Brian Little e o substituiu por outro ex-jogador do Villa, John Gregory, em fevereiro de 1998. Uma de suas primeiras partidas no comando foi a das quartas de final da Copa da UEFA contra o Atlético de Madrid, que o Villa perdeu por dois gols fora de casa. No verão de 1998, o astro do Villa, Dwight Yorke, disse a Gregory que queria deixar o clube, o que levou Gregory a dizer mais tarde que "teria atirado em Yorke se ele tivesse uma arma em seu escritório". Ele foi transferido para o Manchester United por 2,6 milhões de libras em agosto de 1998. Gregory conseguiu quatro classificações entre os oito primeiros na liga e levou o clube à final da FA Cup de 2000 com um time que incluía David James, Dion Dublin, Paul Merson e Gareth Barry, que acabou perdendo para o Chelsea por 1 a 0, realizado no antigo Estádio Wembley, mas apesar do bom resultado na FA Cup, o clube não conseguiu montar uma equipe capaz de disputar vagas na Liga dos Campeões. O clube na temporada de 2000–01 foi um dos três campeões da Copa Intertoto da UEFA de 2001 ao vencer o suíço Basel por 5 a 2 no placar agregado. No final da temporada, o capitão do Villa, Gareth Southgate, entregou um pedido de transferência, alegando que "se eu quiser ter sucesso em minha carreira, é hora de seguir em frente." A frustração de Gregory com a falta de investimento na equipe o levou a acusar publicamente o presidente Doug Ellis de estar "preso em um túnel do tempo"; o relacionamento entre eles permaneceu tenso até Gregory pedir demissão em janeiro de 2002.

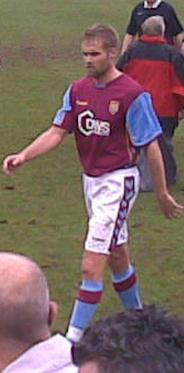
Olof Mellberg em 2007.

Ellis nomeou Graham Taylor para uma segunda temporada em fevereiro de 2002, mas o 16º lugar no campeonato levou à sua substituição por David O'Leary em junho de 2003. Depois de terminar em sexto lugar em sua primeira temporada, o Villa caiu para o 10º e 16º lugares sob o comando de O'Leary, culminando com sua saída no verão de 2006.
Após 23 anos como presidente e maior acionista individual (aproximadamente 38%), Doug Ellis finalmente decidiu vender sua participação no Aston Villa devido a problemas de saúde, aos 82 anos de idade. Após muita especulação, foi anunciado que o clube seria comprado pelo empresário americano Randy Lerner, proprietário da franquia da NFL, o Cleveland Browns. A chegada de um novo proprietário, Lerner, e do técnico Martin O'Neill marcou o início de um novo período de otimismo no Villa Park e mudanças radicais ocorreram em todo o clube, incluindo um novo emblema, investimento em instalações de última geração no Bodymoor Heath Training Ground e investimento significativo no elenco no verão de 2007. A primeira final de copa da era Lerner ocorreu em 2010, quando o Villa foi derrotado por 2 a 1 na final da Copa da Liga.
Apenas cinco dias antes do dia de abertura da temporada 2010–11, O'Neill renunciou ao cargo de técnico, apesar de ter terminado três vezes consecutivas em sexto lugar, devido à frustração com a falta de investimento no time, após a venda dos craques Gareth Barry, James Milner e Ashley Young. Seu substituto, Gérard Houllier, deixou o cargo devido a problemas de saúde em setembro de 2011, sendo substituído pelo técnico do Birmingham City, Alex McLeish, apesar dos protestos dos torcedores contra sua nomeação. O contrato de McLeish foi rescindido no final da temporada 2011–12, depois que o Villa terminou em 16º lugar, e ele foi substituído por Paul Lambert.
Em fevereiro de 2012, o clube anunciou um prejuízo financeiro de 53,9 milhões de libras, e Lerner colocou o clube à venda três meses depois. Com Lerner ainda na diretoria, mas não disposto a gastar após a quebra do mercado de ações de 2008, o clube não foi competitivo por várias temporadas, culminando na temporada 2014–15, quando Lambert foi demitido em fevereiro de 2015 depois que a equipe conseguiu apenas 12 gols nos primeiros 25 jogos da liga, o menor número da história da Premier League. Tim Sherwood o sucedeu, e afastou o clube do rebaixamento, levando-o também à final da FA Cup de 2015. No entanto, o clube vendeu dois de seus principais jogadores, Christian Benteke e o capitão Fabian Delph, na janela de transferências de verão e não os substituiu adequadamente. O Villa teve dificuldades na temporada 2015–16 e Sherwood foi demitido após seis derrotas consecutivas. Ele foi substituído por Rémi Garde, que saiu após apenas cinco meses com o Villa na parte inferior da tabela; seu reinado incluiu uma sequência recorde de 19 jogos sem vitória. O clube foi rebaixado no final da temporada, encerrando sua permanência de 29 anos na primeira divisão.

### Aquisições, anos de Championship e promoção (2016 até o presente)
Em junho de 2016, o empresário chinês Tony Xia comprou o clube por 76 milhões de libras. O ex-técnico do Chelsea, Roberto Di Matteo, foi contratado como novo técnico do clube, mas foi demitido após apenas doze jogos, depois de um início de temporada ruim. Ele foi substituído pelo ex-técnico do Birmingham, Steve Bruce. Bruce levou a equipe para o quarto lugar na temporada 2017–18, mas perdeu a final da repescagem da EFL Championship de 2018 para o Fulham.
Após o fracasso em garantir a promoção para a Premier League, o clube enfrentou dificuldades financeiras significativas. Após rumores de que a administration (quando o clube não tem capacidade de pagar suas dívidas) era iminente, Xia tentou vender o clube. Em 20 de julho de 2018, foi anunciado que o NSWE Group, um consórcio formado pelo bilionário egípcio Nassef Sawiris e pelo bilionário americano Wes Edens, investiria no clube de futebol. Eles compraram uma participação de controle de 55% no clube, e Sawiris assumiu o cargo de presidente do clube, nomeando Christian Purslow como CEO.

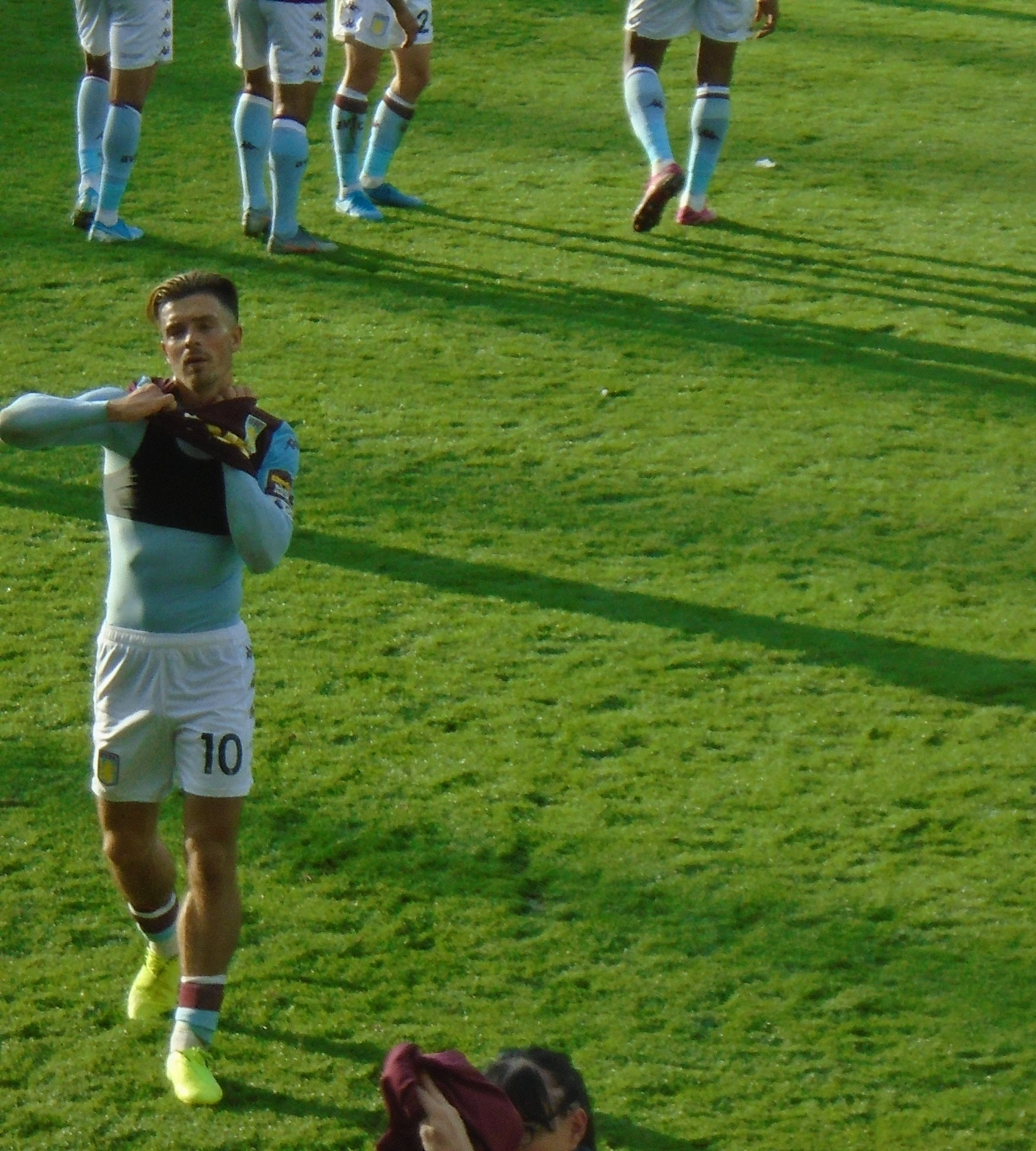
Em 2021, o Aston Villa vendeu Jack Grealish ao Manchester City por um recorde britânico de £100 milhões.

Em outubro de 2018, Bruce foi demitido depois de vencer apenas uma vez em um período de nove jogos. Ele foi substituído pelo treinador do Brentford e fã de infância do Villa, Dean Smith, com o ex-capitão John Terry e Richard O'Kelly como seus assistentes. Sob o comando de Smith, o desempenho e os resultados melhoraram, com a equipe terminando em quinto lugar e chegando aos playoffs novamente - ajudada por uma sequência recorde de 10 vitórias no campeonato. A equipe chegou à final dos play-offs da EFL Championship de 2019 e derrotou o Derby County por 2 a 1 para ser promovida de volta à Premier League após uma ausência de três anos.
Na véspera do retorno do Villa à Premier League, a participação minoritária do Recon Group foi comprada pelo NSWE, o que significa que Xia não tinha mais nenhuma participação no clube. A primeira temporada do Villa de volta à Premier League foi marcada por uma reforma significativa do time, com doze jogadores contratados durante a janela de transferências de verão. A equipe lutou contra o rebaixamento durante a maior parte da temporada, mas garantiu permanência na última rodada com um 17º lugar. Na segunda temporada de Villa de volta à Premier League, ficou em 11º lugar, mas não conseguiu manter o craque e capitão Jack Grealish no clube depois que a oferta recorde britânica de cem milhões de libras do Manchester City acionou sua cláusula de liberação. Após um início ruim na temporada 2021–22, que registrou sete derrotas nos 11 primeiros jogos do clube, Dean Smith foi demitido.
O Aston Villa nomeou o ex-capitão do Liverpool e da Inglaterra Steven Gerrard como técnico em 11 de novembro de 2021. Depois de um início ruim na temporada 2022–23, na qual o Villa venceu apenas duas vezes e marcou apenas sete gols em seus 11 primeiros jogos, Gerrard foi demitido em outubro de 2022, e substituído pelo técnico espanhol Unai Emery, quatro vezes vencedor da Liga Europa. Ele levou o Villa ao 7º lugar e à classificação para a Liga Conferência Europa em sua primeira temporada.

## Títulos oficiais
Para mais informações, ver Títulos do Aston Villa Football Club
| CONTINENTAIS | CONTINENTAIS                     | CONTINENTAIS | CONTINENTAIS |
|              | Competição                       | Títulos      | Temporadas |
| ------------ | -------------------------------- | ------------ | --- |
|              | Liga dos Campeões da UEFA        | 1            | 1981–82 |
|              | Supercopa da UEFA                | 1            | 1982 |
|              | Copa Intertoto da UEFA           | 1            | 2001 |
| NACIONAIS    |                                  |              | |
|              | Competição                       | Títulos      | Temporadas |
|              | Campeonato Inglês                | 7            | 1893–94, 1895–96, 1896–97, 1898–99, 1899–1900, 1909–10 e 1980–81 |
|              | Copa da Inglaterra               | 7            | 1886–87, 1894–95, 1896–97, 1904–05, 1912–13, 1919–20 e 1956–57 |
|              | Copa da Liga Inglesa             | 5            | 1960–61, 1974–75, 1976–77, 1993–94 e 1995–96 |
|              | Supercopa da Inglaterra          | 1            | 1981* |
|              | Campeonato Inglês - 2ª Divisão   | 2            | 1937–38 e 1959–60 |
|              | Campeonato Inglês - 3ª Divisão   | 1            | 1971–72 |
|              | Football League War Cup          | 1            | 1943–44* |
| REGIONAIS    |                                  |              | |
|              | Competição                       | Títulos      | Temporadas |
|              | Birmingham Senior Cup            | 19           | 1879–80, 1881–82, 1882–83, 1883–84, 1884–85, 1887–88, 1888–89, 1889–90, 1890–91, 1895–96, 1898–99, 1902–03, 1903–04, 1905–06, 1907–08, 1908–09, 1909–10, 1911–12 e 1984–85 |
|              | Staffordshire Senior Cup         | 16           | 1880–81, 1890–91, 1892–93, 1893–94, 1895–96, 1898–99, 1905–06, 1906–07, 1908–09, 1909–10, 1910–11, 1912–13, 1924–25, 1927–28, 1930–31 e 1953–54                            |
|              | Sheriff of London Charity Shield | 2            | 1899* e 1901 |

* Título compartilhado

## Campanhas de destaque
- Campeonato Inglês (10): vice campeão em 1888–89, 1902–03, 1907–08, 1910–11, 1912–13, 1913–14, 1930–31, 1932–33, 1989–90 e 1992–93.
- Copa da Inglaterra (4): vice campeão em 1891–92, 1923–24, 1999–2000 e 2014–15.
- Copa da Liga Inglesa (4): vice campeão em 1962–63, 1970–71, 2009–10 e 2019–20.
- Supercopa da Inglaterra (3): vice campeão em 1910, 1957 e 1972.

## Estatísticas
O jogador com maior número de partidas pelo clube é Charlie Aitken, que fez 660 jogos entre 1959 e 1976. Ele é seguido por Billy Walker, com 531 jogos entre 1919–1933. Walker também é o maior artilheiro da história do clube, com 244 gols, dois a mais que Harry Hampton, maior goleador do clube na Liga nacional (215 gols). Os outros que marcaram mais de 150 gols foram: John Devey (1891–1902), Joe Bache (1900–1914),  Eric Houghton (1927–1946) e Tom 'Pongo' Waring(1928–1935). Pongo é o maior goleador do clube em uma única temporada, tendo marcado 50 gols em 1930–31. O jogador do clube que mais serviu sua seleção foi o irlandês Steve Staunton, com 102 aparições (64 enquanto estava no clube). Já pela Inglaterra foi Gareth Southgate, com 57 (42 enquanto estava no clube). O Aston Villa é o segundo clube que mais forneceu jogadores para seleção inglesa, 72 até à data.
O Aston Villa atualmente detêm o número recorde de gols marcados por uma equipe da primeira divisão no futebol inglês; 128 na temporada 1930-31. Também tem o recorde de mais gols na FA Cup, 844. Archie Hunter se tornou o primeiro jogador a marcar em todas rodadas de uma edição da FA Cup, na campanha em que o Villa saiu vitorioso, em 1887. O Villa tem a maior invencibilidade em casa nessa competição, que durou 13 anos ou 19 jogos entre 1888–1901. Também tem mais vitórias (137) e gols (465) do que qualquer outra equipe na história da Copa da Liga, sendo também seu segundo maior campeão, com cinco títulos.
No final da temporada 2015–16 o Aston Villa completou 105 temporadas no primeiro escalão do futebol Inglês, sendo superado apenas pelo Everton, com 109. O Villa está em quinto na tabela geral de toda as edições da Liga nacional, e também é o quinto com maior número de títulos da primeira divisão, com sete conquistas, sendo um dos cinco times ingleses que ganharam a Liga dos Campeões, conquistada em 1982, em Roterdã, ao bater o Bayern por 1 a 0, graças ao gol de Peter Withe.
Sumário de competições europeias e intercontinentais
- Atualizado até 30 de março de 2024

| Competição                      | Participações | Jogos | Vitórias | Empates | Derrotas | Gols feitos | Gols sofridos |
| ------------------------------- | ------------- | ----- | -------- | ------- | -------- | ----------- | ------------- |
| Liga dos Campeões               | 2             | 15    | 9        | 3       | 3        | 24          | 10            |
| Taça UEFA                       | 11            | 52    | 23       | 13      | 16       | 72          | 54            |
| Liga Europa da UEFA             | 2             | 4     | 1        | 1       | 2        | 5           | 6             |
| Liga Conferência Europa da UEFA | 1             | 10    | 7        | 2       | 1        | 24          | 7             |
| Taça Intertoto da UEFA          | 4             | 16    | 6        | 4       | 6        | 21          | 17            |
| Supercopa Europeia              | 1             | 2     | 1        | 0       | 1        | 3           | 1             |
| Copa Intercontinental           | 1             | 1     | 0        | 0       | 1        | 0           | 2             |
| Total                           | 21            | 90    | 40       | 21      | 28       | 125         | 90            |

## Estádio
O estádio do Aston Villa é o Villa Park, um estádio de categoria 3 pela UEFA (de um máximo de 4), que foi inaugurado em 17 de abril de 1897 em um amistoso contra o Blackburn Rovers. Anteriormente, a equipe jogou no Aston Park (1874–1876) e no Wellington Road (1876–1897). O estádio, que  passou por várias fases de renovação e desenvolvimento ao longo de sua história, é o maior em Midlands e o oitavo maior da Inglaterra. Ele já recebeu 16 jogos da seleção inglesa, o primeiro em 1899 e o mais recente em 2005, o que o fez ser o primeiro estádio inglês a organizar jogos internacionais em três séculos diferentes. O Villa Park já recebeu mais semifinais da FA Cup do que qualquer outro estádio, 55 até à data. Além do futebol, o estádio tem visto vários concertos, juntamente com outros eventos desportivos, incluindo lutas de boxe e jogos de rúgbi. Em 1999, a última final da Taça dos Clubes Vencedores de Taças aconteceu no Villa Park e a FA Community Shield de 2012 também foi realizada no estádio. Também já sediou a Copa de 1966 e a UEFA Euro 1996.
O atual centro de treinamento está localizado em Bodymoor Heath, no norte de Warwickshire, um sitio comprado pelo ex-presidente Doug Ellis na década de 1970 de um fazendeiro local. Embora en:Bodymoor Heath fosse moderno na época, ele ficou defasado no final da década de 1990.
Em novembro de 2005, Ellis e o Aston Villa anunciaram um investimento de treze milhões de libras para o redesenvolvimento de Bodymoor em duas fases. No entanto, o trabalho em Bodymoor foi suspenso por Ellis devido a problemas financeiros, e ficou inacabado, até o novo proprietário, Randy Lerner, fazê-lo uma de suas prioridades, que era tornar o CT um dos melhores do futebol mundial. O novo campo de treinamento foi apresentado oficialmente em 6 de maio de 2007, pelo então treinador Martin O'Neill, o então capitão Gareth Barry e o capitão campeão da Liga dos Campeões da UEFA de 1982, Dennis Mortimer.

## Torcedores e rivalidades

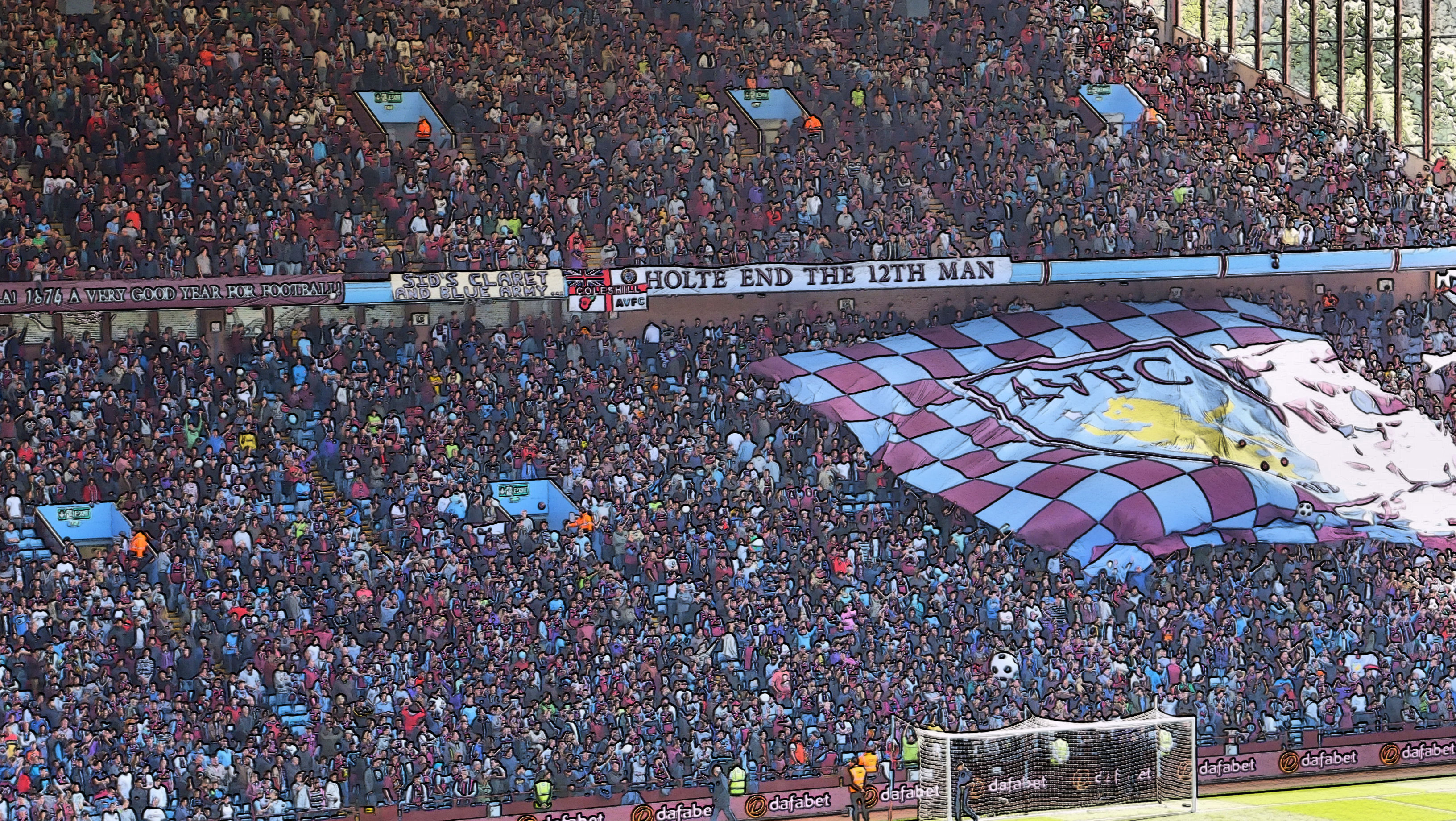
Torcida do Aston Villa no Villa Park, auto proclamada como o 12º jogador

O Aston Villa tem um grande número de torcedores na região de West Midlands. Atualmente, um bom número de torcedores é organizado em clubes. A principal delas é o Oficial Aston Villa Supporters Club, que possui muitas seções regionais e internacionais. Durante o mandato de Doug Ellis havia vários outros clubes de fãs, mas a maioria desses foram dissolvidos depois de sua aposentadoria. O grupo My Old Man Said foi criado por David Michael, um jornalista e escritor, para defender os torcedores do Villa, e protestar contra a escolha de Alex McLeish como treinador. Os torcedores do clube também publicaram fanzines como Heroes e Villains and The Holy Trinity. O clube criou um regime com o objetivo de aumentar sua torcida entre as minorias étnicas. Uma série de organizações foram criadas para o apoio da comunidade local, incluindo Aston Pride. O programa Villa in the Community também foi criado para incentivar o apoio entre os jovens da região. Os novos proprietários também iniciaram várias pesquisas que visam ganhar as opiniões dos fãs do Villa e envolvê-los no processo de decisão. As reuniões também ocorrem a cada três meses, onde os apoiantes são convidados por voto e são convidados a fazerem perguntas ao Conselho.

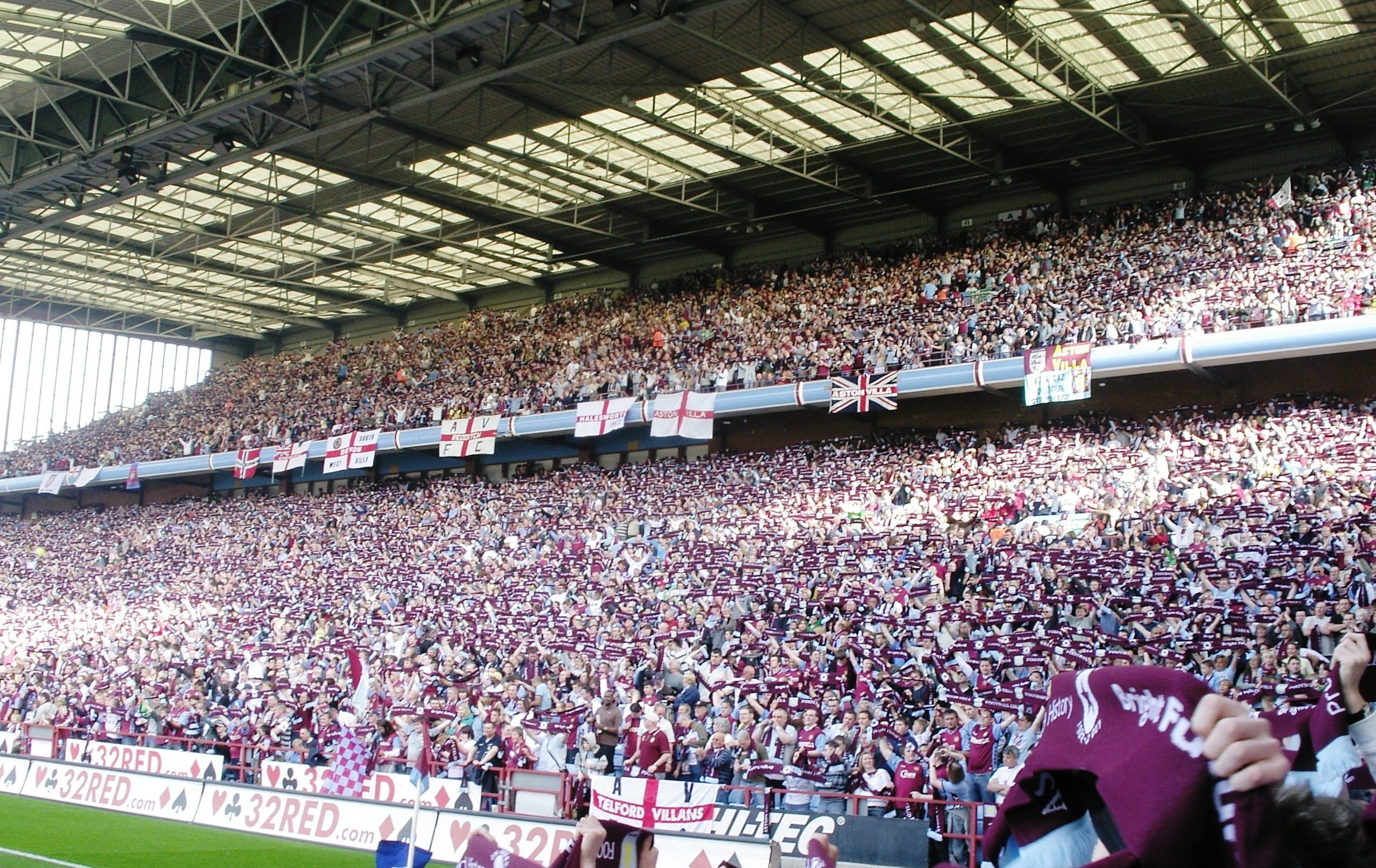
Torcida incentivando o time

Como muitos clubes ingleses de futebol, o Aston Villa teve vários grupos de hooligans associados: Villa Youth, Steamers, Villa Hardcore e a C-Crew, essa última foi a mais ativa nos anos 1970 e 1980. Em 2004, tordedores do Villa estavam envolvidos em uma briga com fãs do QPR fora do Villa Park, resultando em uma morte. Apesar disso, como pode ser visto em todo o futebol Inglês, os grupos de hooligans já foram marginalizados.

O maior rival do Aston Villa é o Birmingham City, com o primeiro jogo tendo sido realizado em 27 de setembro de 1879. Os jogos entre os dois clubes sendo conhecidos como o Second City Derby. O Villa também tem outros rivais locais, como West Bromwich Albion e o Wolverhampton Wanderers. 

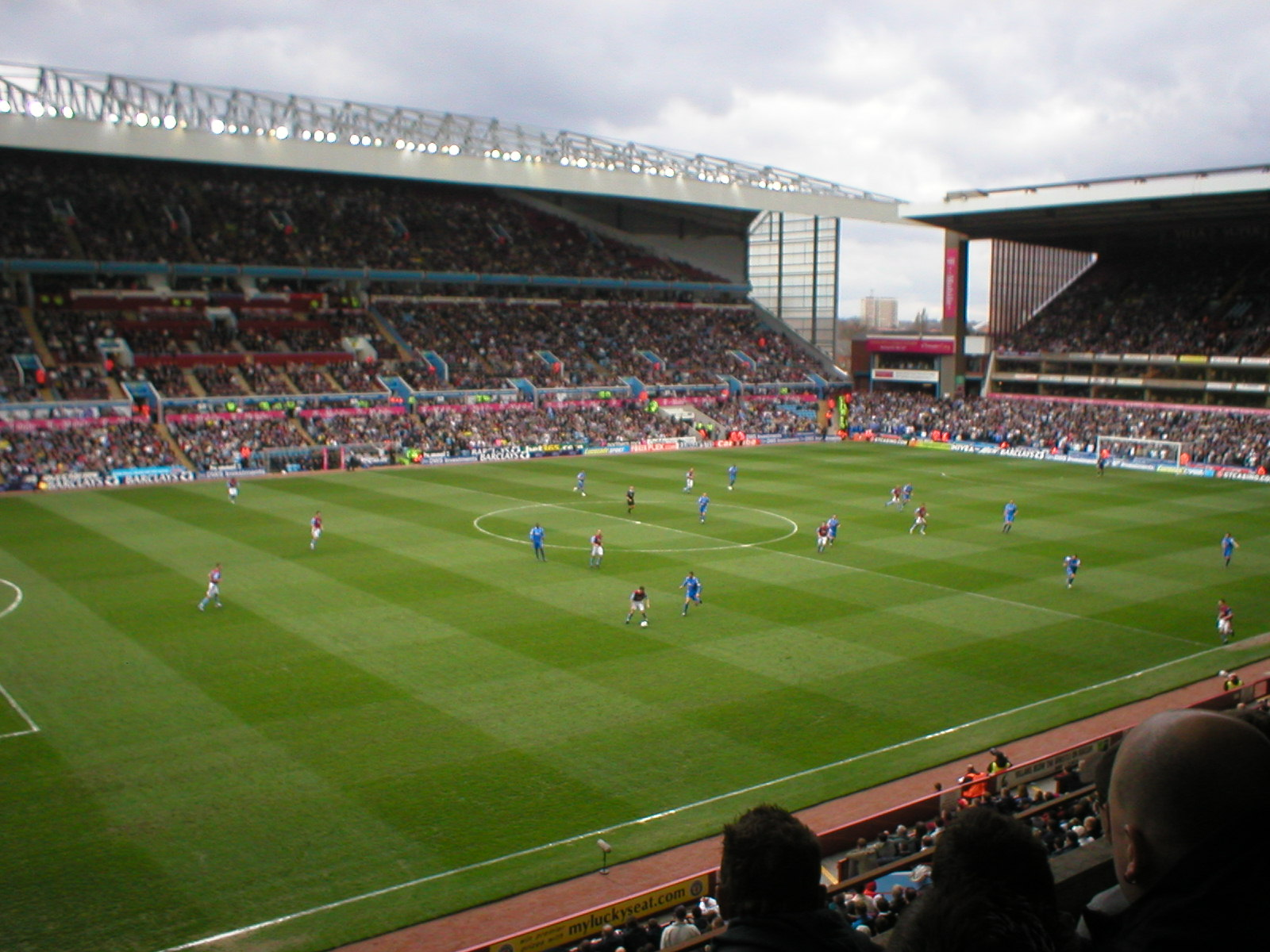
Jogo entre o Aston Villa e o Birmingham em 2006.

Historicamente, o West Brom tem sido um dos maiores rivais do clube. As duas equipes decidiram três finais da FA Cup no século XIX.
Na temporada de 2010–11, o West Bromwich Albion foi promovido e se juntou a Aston Villa, Wolverhampton Wanderers, e Birmingham City na Premier League. Isto marcou a primeira vez que os "quatro grandes de West Midlands" estavam juntos na primeira divisão inglesa desde a temporada 1983–1984. No entanto, o Birmingham foi novamente rebaixado no final da temporada 2010–11, enquanto o Wolverhampton foi rebaixado na temporada seguinte.
Em ordem as maiores rivalidades do Aston Villa são: Birmingham City, West Bromwich e Wolverhampton.

## Uniforme e cores

Escudo do Aston Villa entre 2007 e 2016

Suas cores são camisa de cor clarete (uma espécie de cor vinho) com as mangas azuis claro, calções brancos com clarete e detalhes azuis, meiões azuis com detalhes clarete e branco. As primeiras cores do clube foram descritas como "escarlate com listras azuis reais". Por alguns anos depois (1877–79) a equipe usava uniformes diferentes, como todo branco, azul e preto, vermelho e azul ao verde claro. Em 1880, eles compraram camisas pretas com um leão escocês bordado no peito. O leão foi influência do dirigente William McGregor, que viajou até a Escócia para comprar os emblemas, que foram depois costurados pela irmã de McGregor. A camisa preta ficou sendo usada por mais alguns anos.
Em 8 de novembro de 1886 foi introduzido que o uniforme seria listrado das cores chocolate com azul claro, que passariam a ser as cores oficiais do Aston Villa. Em 1887, o clube passou a usar clarete no lugar de chocolate. Ninguém tem certeza do porquê que essas cores foram adotadas pelo clube. Em seguida, vários clubes passaram a usar a mesma combinação, como o West Ham, o Burnley e o Scunthorpe United na Inglaterra; Drogheda United na Irlanda e o turco Trabzonspor. O Crystal Palace jogou com as cores do Aston Villa até a década de 1970. Durante os anos 1890 o clube usou a camisa com metade clarete e metade azul, mas que posteriormente seria a camisa toda clarete com as mangas azuis. Em 1956, o escudo do time apareceu pela primeira vez no uniforme. Ele contou com o leão escocês usado em 1878 dentro de um brasão e a palavra "Prepared" embaixo.
Um novo escudo foi lançado em 2 de maio de 2007, com a chegada do novo dono. Ele incluía uma estrela para representar a conquista europeia em 1982, e tem uma luz de fundo azul atrás do "leão feroz". O lema tradicional "Preparado" permanece no emblema e o nome Aston Villa foi encurtado para AVFC, sendo que o "FC" havia sido omitido no emblema anterior. O leão está agora unificado em oposição aos leões fragmentados do passado. Randy Lerner pediu os fãs para ajudarem com o projeto do novo uniforme. Em 2016, foi mudado novamente com o tamanho do leão (que passou a possuir garras) e a sigla do clube maiores, com a remoção da palavra “Prepared”. Em novembro de 2022, após uma votação aberta aos torcedores, o clube anunciou que adotaria um novo escudo para a temporada seguinte, voltando a ter um escudo redondo. Entretanto, a mudança durou apenas um ano, com o clube retornando a uma versão aprimorada do escudo anterior.

## Treinadores notáveis
| Nome          | Nacionalidade   | Período | Período | Jogos | Vitória | Empates | Derrotas | Nota                                                                               |
| Nome          | Nacionalidade   | Começo  | Fim     | Jogos | Vitória | Empates | Derrotas | Nota                                                                               |
| ------------- | --------------- | ------- | ------- | ----- | ------- | ------- | -------- | ---------------------------------------------------------------------------------- |
| George Ramsay | Escócia         | 1886    | 1926    | 1327  | 658     | 414     | 255      | Campeão de 6 Primeiras divisões e 6 FA Cups                                        |
| Jimmy Hogan   | Inglaterra      | 1936    | 1939    | 124   | 57      | 41      | 26       | Campeão da segunda divisão                                                         |
| Eric Houghton | Inglaterra      | 1953    | 1958    | 250   | 88      | 97      | 65       | Campeão da FA Cup                                                                  |
| Joe Mercer    | Inglaterra      | 1958    | 1964    | 282   | 120     | 99      | 63       | Campeão da Segunda Divisão e da Copa da Liga                                       |
| Ron Saunders  | Inglaterra      | 1974    | 1982    | 353   | 157     | 98      | 98       | Campeão da Primeira Divisão e de duas Copas da Liga                                |
| Tony Barton   | Inglaterra      | 1982    | 1984    | 130   | 58      | 48      | 24       | Ganhou a Liga dos Campeões e a Supercopa Europeia                                  |
| Jozef Vengloš | Tchecoslováquia | 1990    | 1991    | 49    | 16      | 18      | 15       | Primeiro treinador não britânico ou irlandês a dirigir um time da primeira divisão |
| Ron Atkinson  | Inglaterra      | 1991    | 1994    | 178   | 77      | 56      | 45       | Campeão de uma Copa da Liga                                                        |
| Brian Little  | Inglaterra      | 1994    | 1998    | 164   | 68      | 51      | 45       | Ganhou uma Copa da Liga                                                            |
| John Gregory  | Inglaterra      | 1998    | 2002    | 190   | 82      | 56      | 52       | Campeão da Copa Intertoto                                                          |

## Jogadores notáveis
Houve muitos jogadores que podem ser chamados de notáveis ao longo da história do Aston Villa.  Estes podem ser classificados em diversas formas. Os Halls da Fama e prêmios de jogadores do ano são indicadas abaixo. O Aston Villa é o segundo clube que mais forneceu atletas para a seleção da Inglaterra, com 72 convocados.
O Villa teve vários jogadores que jogaram toda sua carreira somente pelo clube. Em 1998, para comemorar a temporada número 100 da Football League, a Liga divulgou uma lista intitulada "Football League 100 Legends", que consistiram de "100 lendários jogadores de futebol". Sete jogadores que haviam jogado pelo Villa foram nela incluídos: Danny Blanchflower, Trevor Ford, Archie Hunter, Sam Hardy, Paul McGrath, Peter Schmeichel e Clem Stephenson. Três jogadores do Aston Villa venceram o prêmio de Futebolista Inglês do Ano pela PFA. Ao final de cada temporada do futebol Inglês, os membros da Associação de Futebolistas Profissionais votam no qual dos seus membros tem jogado o melhor futebol no ano anterior. Em 1977, Andy Gray ganhou o prêmio. Em 1990, foi atribuído a David Platt, enquanto Paul McGrath venceu em 1993.
O prêmio de Jovem Jogador do Ano, que é concedido aos jogadores com menos de 23 anos, foi atribuído a quatro jogadores do Aston Villa: Andy Gray em 1977; Gary Shaw em 1981; Ashley Young em 2009 e James Milner em 2010. O Museu de Futebol Inglês, em Preston, Lancashire administra o Hall da Fama do Futebol Inglês, que atualmente contém duas equipes do Villa, dois jogadores e um treinador. As equipes de 1890 e de 1982 foram introduzidas no Hall da Fama em julho de 2009. Joe Mercer foi introduzido como gestor. Os dois únicos jogadores do Villa no "Hall of Fame" são Danny Blanchflower e Peter Schmeichel. Em 2006, Aston Villa anunciou a criação de um "Hall da Fama do Aston Villa". Foi feita uma votação pelos fãs e houve a indicação de doze jogadores em 2006, sendo que Ron Saunders foi indicado como técnico.
| - Gordon Cowans - Eric Houghton - Brian Little - Dennis Mortimer | - Ron Saunders - Peter Withe - Paul McGrath - Peter McParland | - Charlie Aitken - William McGregor - George Ramsay - Trevor Ford |

## Elenco atual
Última atualização: 7 de setembro de 2024.

## Proprietários e finanças
As primeiras ações do clube foram emitidas no final do século XIX devido à legislação que pretendia sistematizar o crescente número de equipes profissionais e jogadores de futebol na Inglaterra. As equipes da FA eram obrigadas a distribuir ações aos investidores como forma de facilitar a negociação entre os clubes. Este comércio continuou durante a maior parte do século XX até Doug Ellis começar a comprar muitas das ações na década de 1960. Ele foi o presidente e acionista substancial do "Aston Villa FC" de 1968 a 1975 e acionista majoritário de 1982 a 2006. O clube foi lançado na Bolsa de Londres em 1996, e o preço das ações oscilou nos dez anos após a emissão. Em 2006 foi anunciado que consórcios e indivíduos estavam considerando propostas para compra do Aston Villa.
Em 14 de agosto de 2006, foi confirmado que Randy Lerner, dono do Cleveland Browns chegou a um acordo de  62 600 000 de libras para a aquisição do clube. Um comunicado divulgado em 25 de agosto para a LSE anunciou que Lerner tinha garantido 59,69% das ações do Villa, tornando-se o acionista majoritário. No último ano de Ellis no comando o Villa perdeu  8,2 milhões libras de impostos, em comparação com um lucro de três milhões de libras do ano anterior, e a renda tinha caído de 51,6 milhões de libras para 49 milhões de libras. Lerner assumiu o controle total em 18 de setembro, ao ter 89,69% das ações. Em 19 de setembro de 2006, Ellis e sua diretoria renunciaram para serem substituídos por uma nova diretoria encabeçada por Lerner. Lerner colocou Charles Krulak como um diretor não-executivo e Ellis foi premiado com o cargo honorário de Presidente Emérito.
Na temporada 2009–2010 o Aston Villa foi o vigésimo clube de futebol do mundo com maior receita, cerca de 109 milhões de euros segundo um estudo da Deloitte. A maior parte dessa receita foi em parte devido a alta média de público em seu estádio, cerca de 38.600 ou 90% de ocupação. Na temporada seguinte, o clube teve suas receitas diminuídas para 99,3 milhões de euros, ocupando a vigésima quarta posição do ranking. Nessa mesma temporada o clube anunciou um prejuízo de 54 milhões de libras, o maior da história do clube em uma única temporada. Em 2014–15 a receita do clube foi de 148,8 milhões de euros.
Em 2014 o clube foi posto a venda por duzentos milhões de libras. Em maio de 2016 foi acertada a venda do clube para a Recon Group, empresa do empresário chinês Xia Jiantong. Em junho do mesmo ano a compra foi completada por 76 milhões de libras.